# Rijksstad Aken
De rijksstad Aken was van 1166 tot 1797 een rijksstad binnen het Heilige Roomse Rijk. In 1500 werd de stadstaat ingedeeld bij de Nederrijns-Westfaalse Kreits.

## Geschiedenis

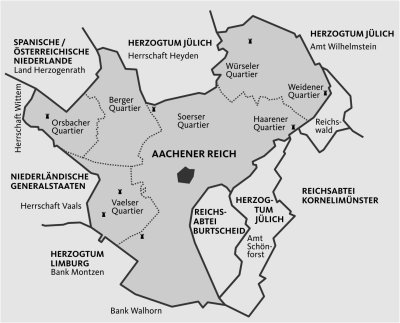
Territorium van het Rijk van Aken

Na de Romeinse tijd werd deze plek door de Romeinen verlaten maar er bleef bewoning bestaan. In de 8e eeuw werd het vermeld onder naam Aquis villa. In het jaar 768 kwam Karel de Grote voor de eerste keer naar Aken. Hij hield erg van deze plek en begon hier twintig jaar later een palts te bouwen. De magistrale kapel van dit paleis vormt tegenwoordig de kern van de Dom van Aken. Om te kunnen genieten van de hete geneeskrachtige bronnen, verbleef Karel de Grote tussen het jaar 800 en tot zijn dood in 814 de meeste winters in Aken. Na zijn dood werd hij bijgezet in de kapel, waar zijn tombe nog steeds te vinden is.
In 936 werd Otto I tot koning gekroond in de Dom. Vanaf dat moment werden gedurende 600 jaar de koningen van het Heilige Roomse Rijk in Aken gekroond. In de Gouden Bul van 1356 werd vastgelegd dat de kroning hier moest plaatsvinden. De kroning tot keizer vond in Rome plaats. De laatste kroning tot koning hier was die van koning Ferdinand I in 1531.
Onder keizer Frederik I Barbarossa kreeg de nederzetting bij de palts in 1166 bijzondere privileges, waarna de eerste stadsmuur werd gebouwd tussen 1171 en 1175. Keizer Lodewijk IV de Beier bevestigde in 1336 de door Barbarossa verleende privileges, waarbij ook het territorium van de omliggende rechtsgebieden werden vastgesteld, het Rijk van Aken. De voogd, de schout en de meier bleven koninklijke beambten. De stad wist rijksstad te blijven, ondanks de verpanding van de ambten van voogd en meier aan de hertog van Gulik in de veertiende eeuw. De hertog zou deze positie tot het einde van het rijk behouden.
In 1225, 1236 en 1656 vonden in Aken grote stadsbranden plaats.
Aan de ingevoerde Reformatie werd in 1598 en 1614 gewelddadig een eind gemaakt op last van het Rijk. Door de rekatholisering en het vertrek van economisch actieve protestanten naar naburige plaatsen, liep de welvaart in de stad terug.
In 1794 werd de stad door Franse troepen bezet, waarop in 1797 de annexatie door Frankrijk volgde. De stad ging op in de Cisrheniaanse republiek en werd de hoofdstad van het Roerdepartement. Na de ineenstorting van het Eerste Franse Keizerrijk in 1813, besloot het Congres van Wenen in 1815 de stad bij het koninkrijk Pruisen te voegen.

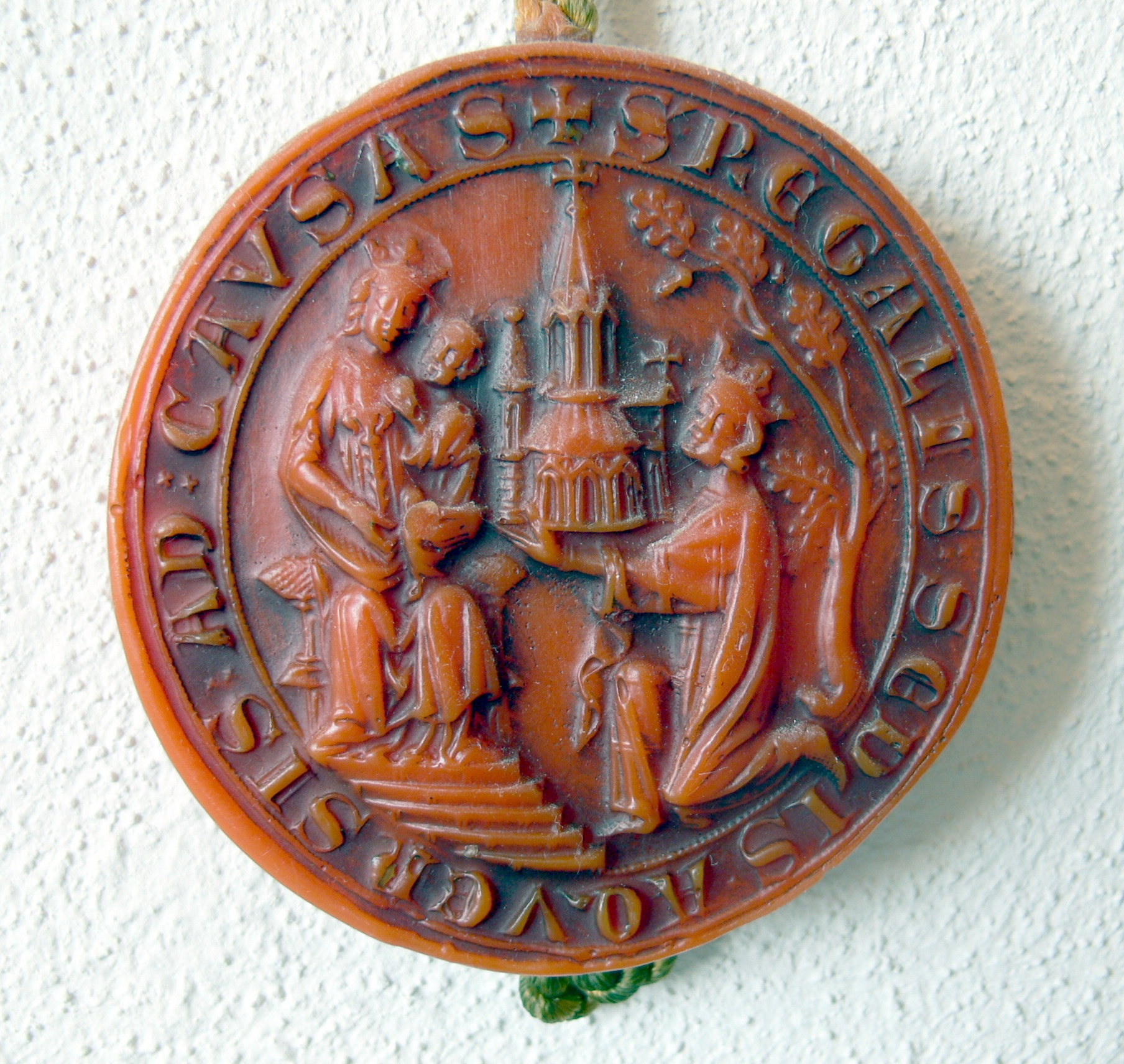
Akens zegel, 1327
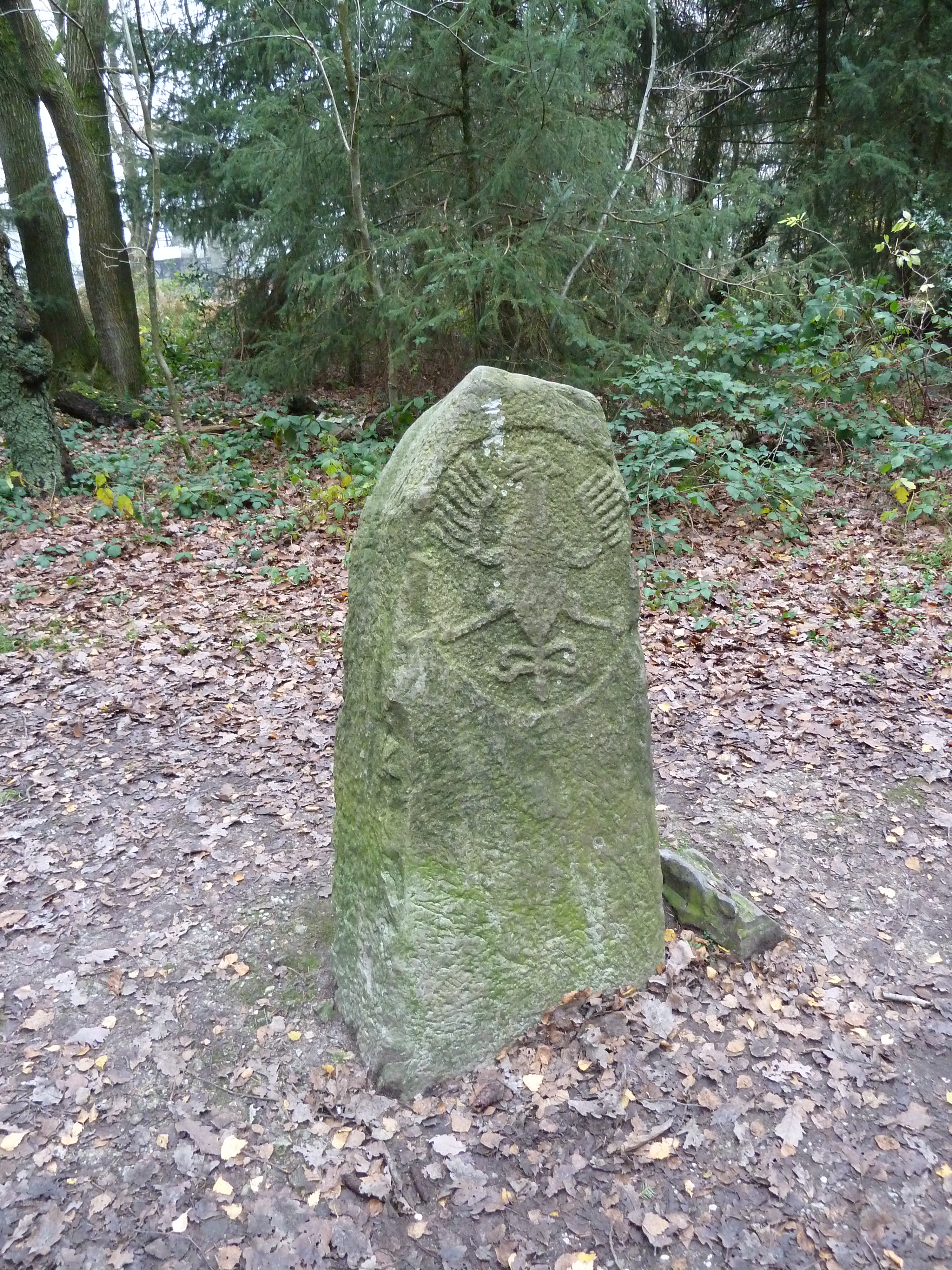
Grenssteen Rijk van Aken, ca. 1340
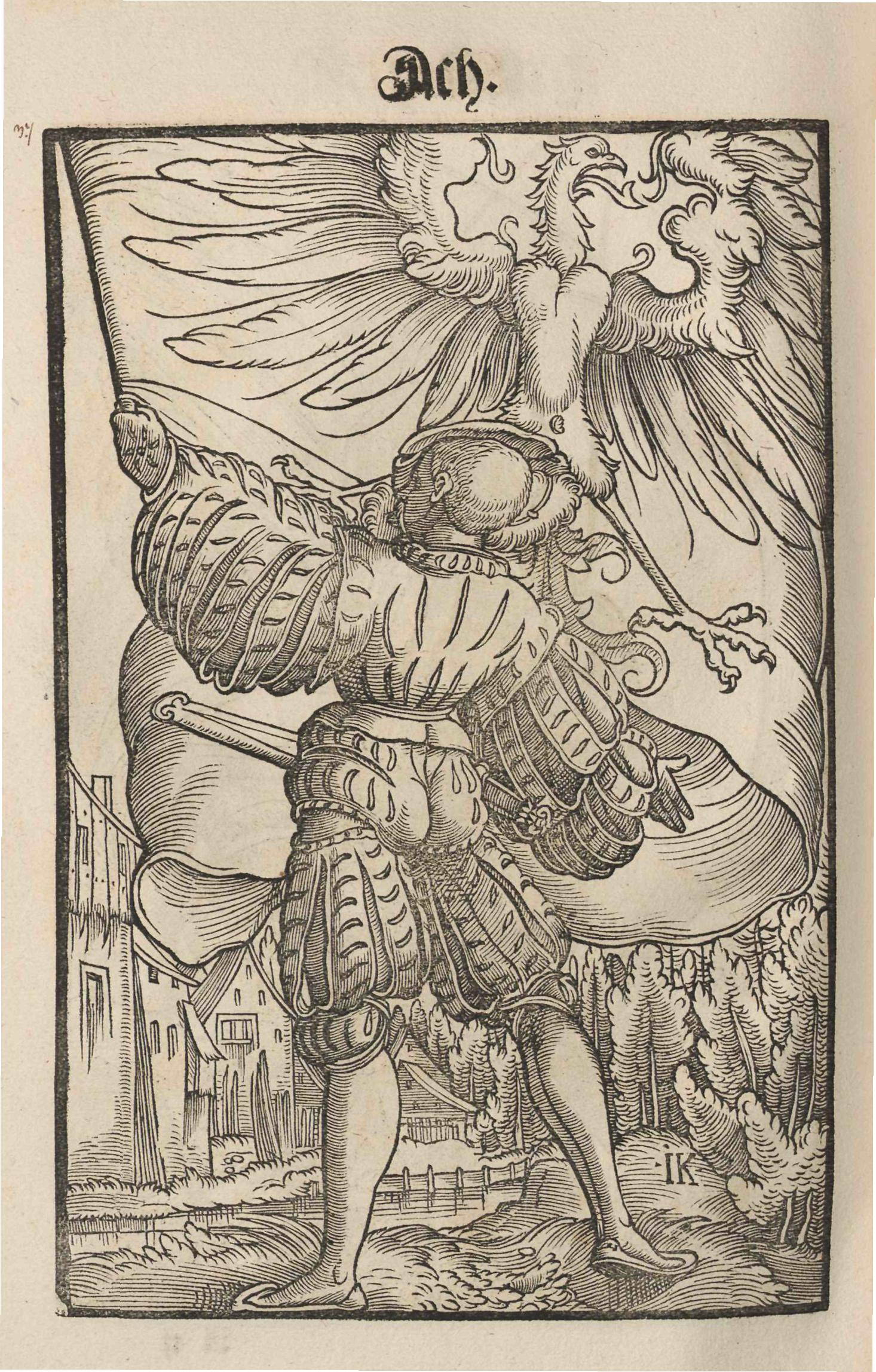
Akense banier, 1545
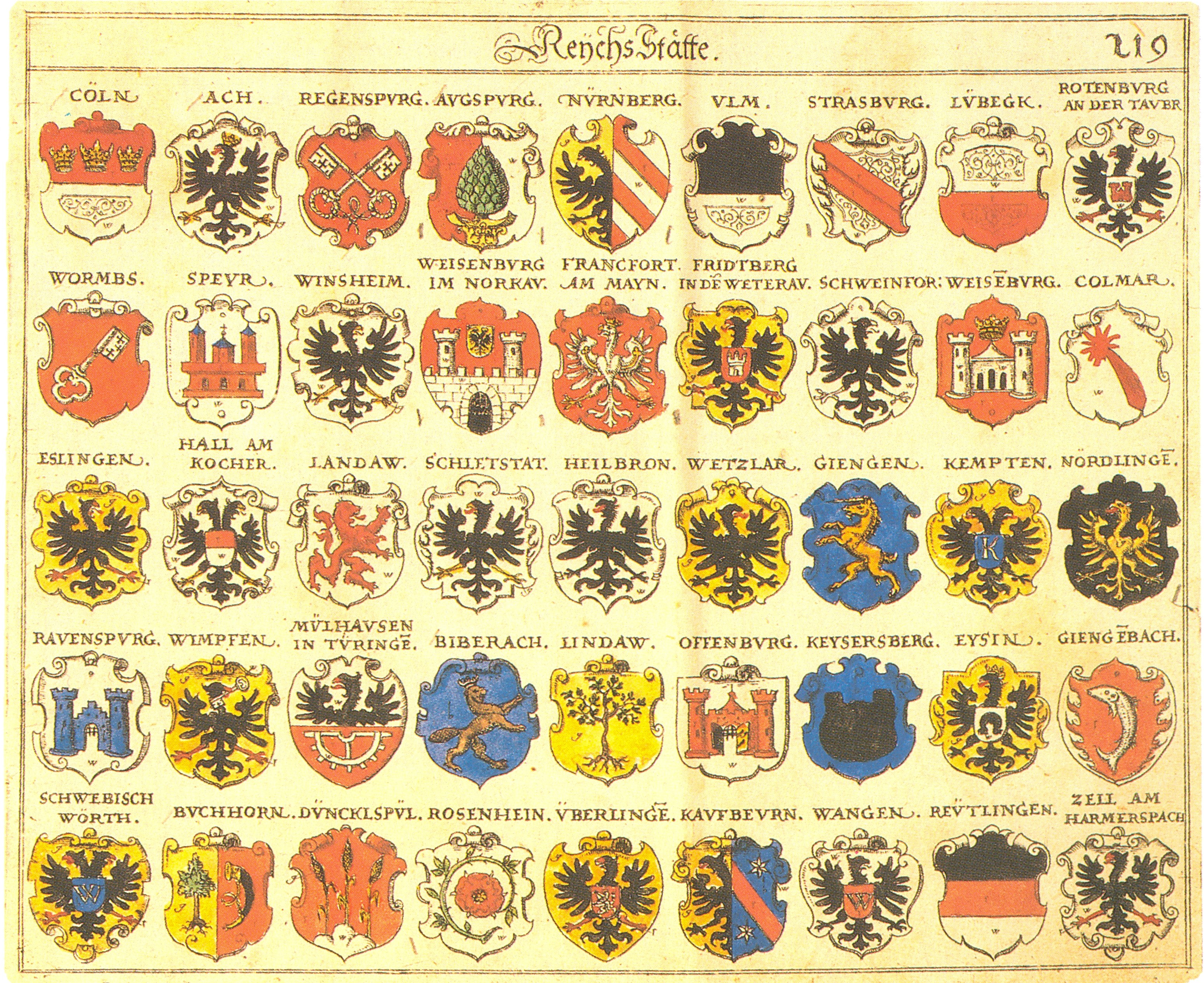
Wapenschilden Duitse rijkssteden, 1605